# Monte Colomba
Monte Colomba è un rilievo di 1.197 m s.l.m. della catena montuosa dei Sicani. Ricade nei territori di Chiusa Sclafani e Palazzo Adriano, comuni della provincia di Palermo in Sicilia e si trova non distante da Monte Barraù.

## Descrizione
Il monte ricade all'interno del Parco dei Monti Sicani e nel Sito d'Importanza Comunitaria Monte Triona e Monte Colomba. Si tratta di un'area boscata in parte devastata da ripetuti incendi.  Nel suo ambito risulta segnalato da Gussone nel 1895 il Carpino orientale, specie mai più ritrovata.

### Geologia
Dal punto di vista geologico, si tratta in prevalenza di formazioni carbonatiche e silico-carbonatiche delle Unità Sicane. 

### Paesaggio vegetale
L'area si presenta alquanto ricca di formazioni boschive, arbustive, prative e rupestri. Le principali serie di vegetazione sono quella del Leccio (in particolare l'Aceri campestris-Querco ilicis sigmetum) sui substrati rocciosi calcarei e ad altre della Quercia castagnara (l'Oleo-Querco virgilianae sigmetum ed il Sorbo torminalis-Querco virgilianae sigmetum). Lungo i corsi d'acqua sono presenti aspetti ripali del Salice pedicellato (Ulmo-Salico pedicellatae sigmetum).